# Jan Karnkowski (biskup kujawski)
Jan Karnkowski herbu Junosza (ur. w 1472 roku w Nowym Żmigrodzie – zmarł 11 grudnia 1537 roku) – biskup przemyski i kujawski, sekretarz króla Zygmunta I Starego od 1506 roku, prepozyt krakowskiej kapituły katedralnej od 1527 roku, kanonik gnieźnieńskiej kapituły katedralnej od 1525 roku, kanonik płocki od 1525 roku, kanonik katedry poznańskiej od 1510 roku, scholastyk sandomierski od 1510 roku, prepozyt kapituły w Nowym Sączu w 1509 roku, prepozyt kapituły w Skalbmierzu w latach 1502–1509, kanonik krakowskiej kapituły katedralnej przed 1500 rokiem, proboszcz w Piotrkowie w 1513 roku, kanonik kapituły kolegiackiej św. Jerzego na zamku w Gnieźnie.

## Życiorys
W latach 1489–1491 studiował na Akademii Krakowskiej. W 1494 został dworzaninem króla Jana Olbrachta. W latach 1497–1501 był pisarzem kancelarii królewskiej. Przed 29 lutego 1501 został kanonikiem krakowskim. 7 sierpnia 1506 został sekretarzem króla Zygmunta Starego. Stał się faktycznie kierownikiem kancelarii monarszej, sam król powierzał mu odtąd prowadzenie najważniejszych i najtrudniejszych spraw państwowych. Kilkakrotnie wysyłany był w misjach dyplomatycznych na Węgry, gdzie dbał o zachowanie poprawnych stosunków z tamtejszymi Jagiellonami.  Poseł na sejmiki w latach: 1514, 1515, 1523. Dzięki królowej Bonie uzyskał wiele beneficjów kościelnych, co pozwoliło mu zostać w 1527 biskupem przemyskim, a w 1531 biskupem kujawskim. W 1528 wszedł w skład rady królewskiej, która zastępowała w Krakowie nieobecnego monarchę. Na przełomie 1529/1530 brał czynny udział w przeprowadzeniu elekcji Zygmunta Augusta na króla Polski.
W 1528 odbył synod diecezji przemyskiej. W latach 1532 i 1537 przeprowadził synody biskupstwa kujawskiego. Jako biskup prowadził bardzo skuteczną działalność gospodarczą w swoich diecezjach. Wybudował wiele młynów, przeprowadzał melioracje i zakładał stawy.
Pochowany w katedrze Wniebowzięcia NMP we Włocławku.